# الترعة (قرية)
الترعة هي إحدى قرى النوبة والتي تقع في دولة السودان في منطقة دنقلا .